# Cerrina Monferrato
Cerrina Monferrato és un municipi situat al territori de la província d'Alessandria, a la regió del Piemont, (Itàlia). Pertanyen al municipi les frazioni de Montaldo, Rosingo, Montalero, Piancerreto i Valle.
Cerrina Monferrato limita amb els municipis de Castelletto Merli, Gabiano, Mombello Monferrato, Odalengo Grande, Odalengo Piccolo i Villamiroglio.